# Campylopus albidovirens
Campylopus albidovirens là một loài Rêu trong họ Dicranaceae. Loài này được Herzog mô tả khoa học đầu tiên năm 1916.